# طاغوت قرقفي مقنزع
الطاغوت القرقفي المُقنزع (الاسم العلمي: Anairetes parulus) هو نوع من الطيور ينتمي لفصيلة عصافير الملك، وينتشر هذا النوع في غرب أمريكا الجنوبية خصوصاً؛ ويمتد نطاق انتشاره من جنوب كولومبيا باتجاه الجنوب مروراً بجبال الأنديز إلى أرخبيل أرض النار. يُفَضِّل هذا الطائر العيش في الغابات الجبلية العالية ومناطق الأدغال؛ ومع ذلك، يمكن العثور عليهِ في مجموعة واسعة من الأنظمة الإيكولوجية الأخرى. توجد ثلاث نُويعات للطاغوت القرقفي المُقنزع، بما في ذلك النُّويعة المألوفة أنيريتيس بارولوس بارولوس (Anairetes parulus parulus)، أنيريتيس بارولوس إيكاتورياليس (Anairetes parulus aequatorialis)، وأنيريتيس بارولوس باتاغونيكوس (Anairetes parulus patagonicus)، وهي ترتبط جداً بطاغوت خوان فرنانديز القرقفي. وهو طائر صغير جداً ولهُ رأس مميز وكبير. رأس الطائر أسود عموماً وبه خطوط بيضاء فوق ظهره وأسفله. وبه كذلك نقط بنية رمادية ويكون زغب حلقه أبيضاً وثديي الأنثى تغطيها شرائط سوداء، وتحمل كذلك علامات صفراء في بطنها. وهناك عدد قليل من الاختلافات الملحوظة في الريش بين النُّويعات. يملك هذا الطائر ذبذبة صوتية مميزة مع مجموعة كبيرة من الأصوات.
يُدافع هذا الطاغوت القرقفي عن أراضيه ضد الطواغيت القرقفية الأخرى فقط. وباستثناء الطيور التي توجد في جنوب نطاق انتشاره، فإنه طائر غير مُهاجر. يتغذى الطاغوت القرقفي المُقنزع بشكل رئيسي على مجموعة متنوعة من الحشرات الصغيرة المتواجدة غالباً في الشُّجيرات حيث يقوم بمُطاردتها. وعادة ما يُطارد هذا الطائر الحشرات عندما يكون في أزواج. يختلف موسم التكاثر للطاغوت عن الطيور الأخرى اعتماداً على الموقع الجغرافي. عادة ما تضع الأنثى بيضتان إلى ثلاث بيضات مرتين في السنة في عشها الذي يكون على شكل كأس مصنوع من ألياف الجذر، الأعشاب، والأشنيات والريش الصغير. يُصَنَّف الطاغوت القرقفي المُقنزع على أنه نوع غير مهدد بسبب عدده الكبير ونطاق انتشاره الواسع.

## التصنيف
وُصِف الطاغوت القرقفي المُقنزع لأول مرة من قِبل المستكشف الألماني هاينريخ فون كيتليتز.
جنس الطاغوت القرقفي المُقنزع، أنيريتيس (Anairetes)، هو جنس ينتمي لنوع الطواغيت القرقفية والذي ينتمي بدوره لفصيلة عصافير الملك، ويُعتقد أنه يرتبط ارتباطاً وثيقاً بأجناس الطواغيت الأخرى، مثل ميكورسيكولوس (Mecocerculus) وسيربوفاغا (Serpophaga)؛ بيد أنه لا توجد أدلة قاطعة تدعم صحة هذا الإدعاء. وقد صُنِّف الطاغوت القرقفي المُقنزع لأول مرة في صنف موسيكابا بارولوس (Muscicapa parulus) من قبل هاينريخ فون كيتليتز في عام 1830، حيث وجد بعضاً من هذه الطيور بالقرب من فالبارايسو، تشيلي. وفي وقت لاحق، صُنِّف في جنس خاطف الذباب أو موسيكابا (Muscicapa)، الذي يحتوي اليوم فقط على صائدات ذباب العالم القديم، ثم صُنِّف أخيراً في أنيريتيس؛ ومع ذلك، كان هذا الجنس مشابهاً جداً لجنس أنيريتس القديم والذي كان موجوداً من قبل، لذلك أنشأ هاري تشرش أوبيرهولزر جنس سبيتزيتورنيس (Spitzitornis)، والذي يظم الطواغيت القرقفية الأخرى. ومع ذلك، أُلغي جنس سبيتزيتورنيس فيما بعد وأُعيد تصنيف هذا الطاغوت في أنيريتس. ويُعتقد أن الطاغوت القرقفي المُقنزع يشكل مع طاغوت خوان فرنانديز القرقفي نوعاً مستقلاً عن الطواغيت القرقفية الأخرى. تُعرف الطيور المُنتمية لجنس أنيريتيس باسم الطواغيت القرقفية لأن نشاطها وسلوكها هو نفسه سلوك القراقيف المُنتمي لفصيلة القرقفيات، في حين أن الجنس نفسه هو جزء من فصيلة عصافير الملك. يُسمى الطاغوت القرقفي المُقنزع في الإسبانية باسم كاشوديتو (Cachudito)، وهو يعني «صاحب القرون الطويلة» في إشارة إلى وقوف هذه الطيور في القمم بشكل مستمر.
تُوجد ثلاثة نُويعات للطاغوت القرقفي المُقنزع. وهي:
- أنيريتيس بارولوس إيكاتورياليس (Anairetes parulus aequatorialis)، وهو نُويع يتواجد في جبال الأنديز في جنوب كولومبيا، غرب بوليفيا، وشمال الأرجنتين.[6] وكان أول من اكتشفه هو هانز فون بيرليبش وفلاديسلاف تاشانوفسكي في 1884.[6]
- ،أنيريتيس بارولوس بارولوس (Anairetes parulus parulus)، وهي النُّويعة المألوفة وقد عُثِر عليه في غرب تشيلي وفي جنوب غرب الأرجنتين وجنوب أرض النار وكان قد ذكره كيتليتز في 1830.[6]
- أنيريتيس بارولوس باتاغونيكوس (Anairetes parulus patagonicus)، وعُثِر عليه في غرب الأرجنتين، وكان قد وصفه لأول مرة عالم الطيور النمساوي كارل إدوارد هلماير في 1920.[6]

## الوصف

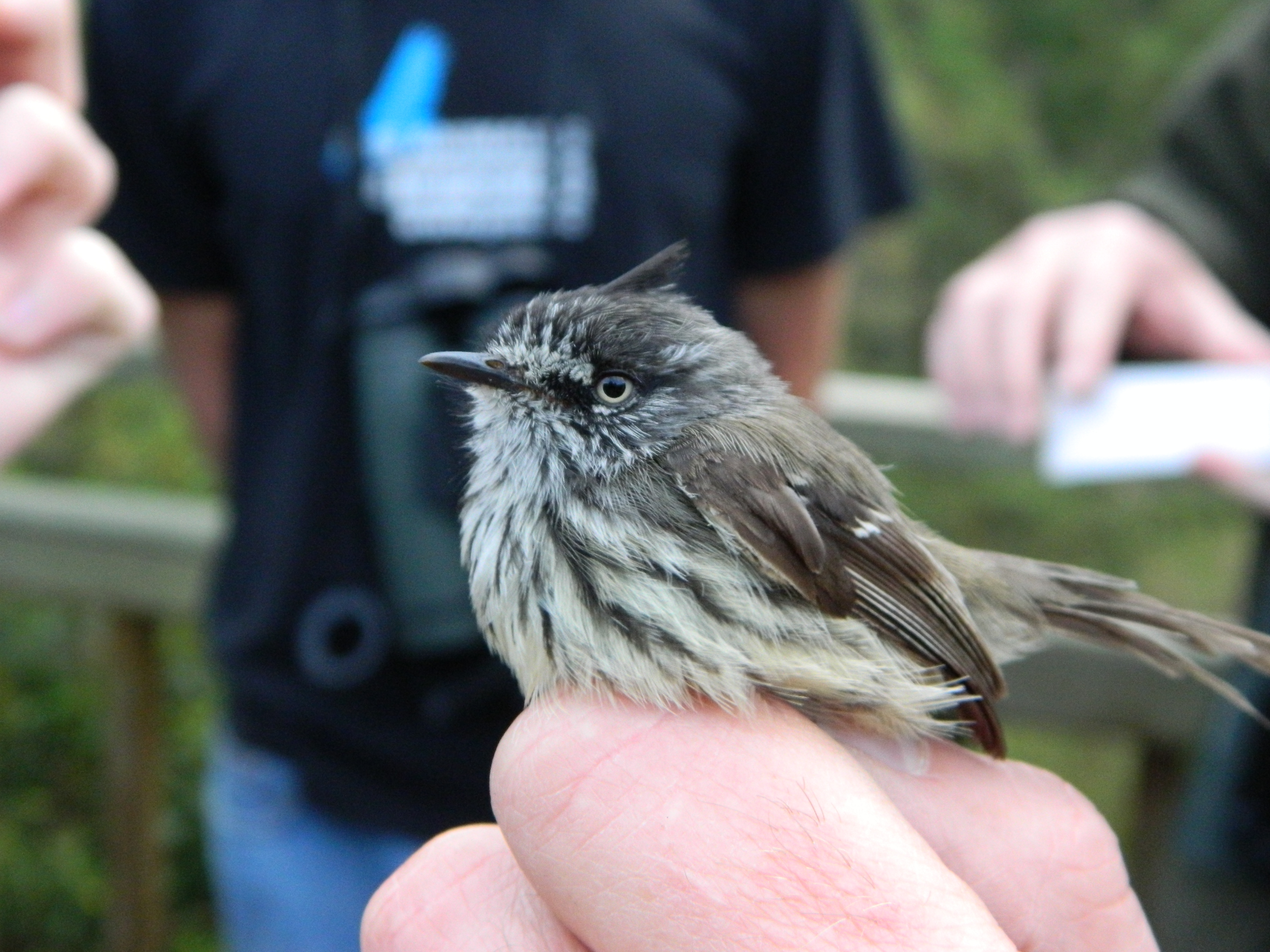
طاغوت قرقفي مُقنزع.

الطاغوت القرقفي المُقنزع هو طائر صغير، حيث يبلغ متوسط طوله ما بين 9.5 إلى 11 سم (3.7-4.3 إنش)، ويزن حوالي 6 غرامات (0.21 أونصة)، وعادة ما يكون عُرفه الطويل المنحني بارزاً وغالباً ما يكون مجزأ، مما يعطي الانطباع على أنه طائر له عُرفان. ويكون لون ريش العرف أسود ويخرج من وسط الجزء العلوي لرأس الطائر، على الرغم من أنه في بعض الأحيان قد تتواجد رقعة صغيرة بيضاء مخفية بواسطة العرف. في حين أن الرأس بشكل عام يكون ذو لون أسود مع شريط أبيض يمتد من قاعدة المنقار إلى خلف العين. ويتراوح لون قزحية العين من الأبيض القشدي إلى الأصفر الشاحب، والمنقار يكون أسود اللون. أما ظهر الطاغوت القرقفي المُقنزع فذا لون بني-رمادي باهت، والأجنحة والذيل ذات لون معتم ضارب إلى نفس اللون. كما تتميز الأجنحة بشريطين أبيضين ضيقين، في حين أن ريش الذيل الخارجي أبيض. ويكون لون ريش الحنجرة والصدر أبيض مغطى بشرائط يتراوح لونها من الرمادي الداكن إلى الأسود، وتكون هذه الشرائط رقيقة أكثر في أسفل الصدر وعلى طول الجانبين. أما البطن فذو لون أصفر شاحب والذي يبهت، كما أن لون الريش يصبح بالٍ أكثر، في حين أن أرجل الطائر سوداء. الذكور والإناث متشابهان في المظهر، على الرغم من أن الإناث عادة ما تكون أصغر ويُمكن أن يكون لها أعراف أصغر. بينما صغار الطاغوت القرقفي المُقنزع ذات ريش مليء بالألوان ولها أعراف أصغر، وأشرطة جناح الصغار ذات لون أشهب ولا توجد لديها بقعة بيضاء مخفية على التاج.
هناك بعض الاختلافات في الريش بين النُّويعات الثلاثة. يميل ريش أنيريتيس بارولوس إيكاتورياليس إلى أن يكون بنياً وبه خطوط في الأجزاء العلوية له، وخطوط كبيرة في ثديي الأنثى وريش الأجنحة يكون أبيض. أما أنيريتيس بارولوس باتاغونيكوس فلديه المزيد من الاختلافات مع النُّويعات الأخرى حيث أن ريشه رمادي لامع عموماً، وخصوصاً ريش التاج، وثديي الأنثى بها خطوط كثيرة طويلة. ويكون ريش أنيريتيس بارولوس باتاغونيكوس ذا لون أصفر لامع مائل إلى الأبيض.
هذا الطائر لديه صوت عالٍ وقوي جداً. ومن المعروف أيضاً أنه يقول جملة واحدة سريعة فقط وهي تشويت-تشويت-تشويت-تشويت-تشويت-تشيدي-ديدي، ويُلاحَظ أحياناً أنه يقول بعض الكلمات الأخرى ولكن بشكل بطيء. فعندما يبحث عن الطعام في أزواج، يقوم الطاغوت القرقفي المُقنزع بإصدار أصوات ليبقى متصلاً بزوجه. تكون هذه الأصوات على الأغلب هي جملة بلويت بلويت. ومن المعروف أيضاً أن الطاغوت القرقفي المقنزع طويل ولكن جسمه ضعيف.

## الموطن ونطاق الانتشار
يتواجد الطاغوت القرقفي المُقنزع في كل من كولومبيا، الإكوادور، بيرو، بوليفيا، الأرجنتين وتشيلي. ينتشر مُعظمها في كل جبال شمال الأنديز، بينما في الجنوب يتوسع نطاق انتشاره ليشمل الساحل. كما أنه يوجد أيضاً في جزر فوكلاند نتيجة لهجرته. ويُعد هذا هو النوع الأكثر وفرة والأوسع انتشاراً من أنواع الطواغيت القرقفية.
يُفَضِّل هذا الطائر الغابات الجبلية العالية ومناطق الأدغال كمكان للإقامة. لكن على الرغم من هذا التفضيل، إلا أنه يمكن العثور عليه في غابات أخرى، مثل الغابات الضبابية، غابات بوليليبس، الغابات التي بها خشب خيزران تشوسكيا، الغابات الرطبة، والغابات المعتدلة. ويبدو أنه يهاجر بشكل جماعي من المناطق التي بها حرائق لتتحول إلى طيور بارامو فيما بعد، وقد سببت حرائق بعض المناطق مؤخراً في انقراضه بها تماماً. ويوجد هذا الطاغوت القرقفي المُقنزع في المرتفعات التي يصل ارتفاعها بين 1.800 و3.500 متر (5.900 و11.500 قدم)، على الرغم من أنه يمكن العثور عليه في مستوى يبلغ طوله 4.200 متر (13.800 قدم) فوق سطح البحر في تشيلي في جبال الأنديز.

## السلوك

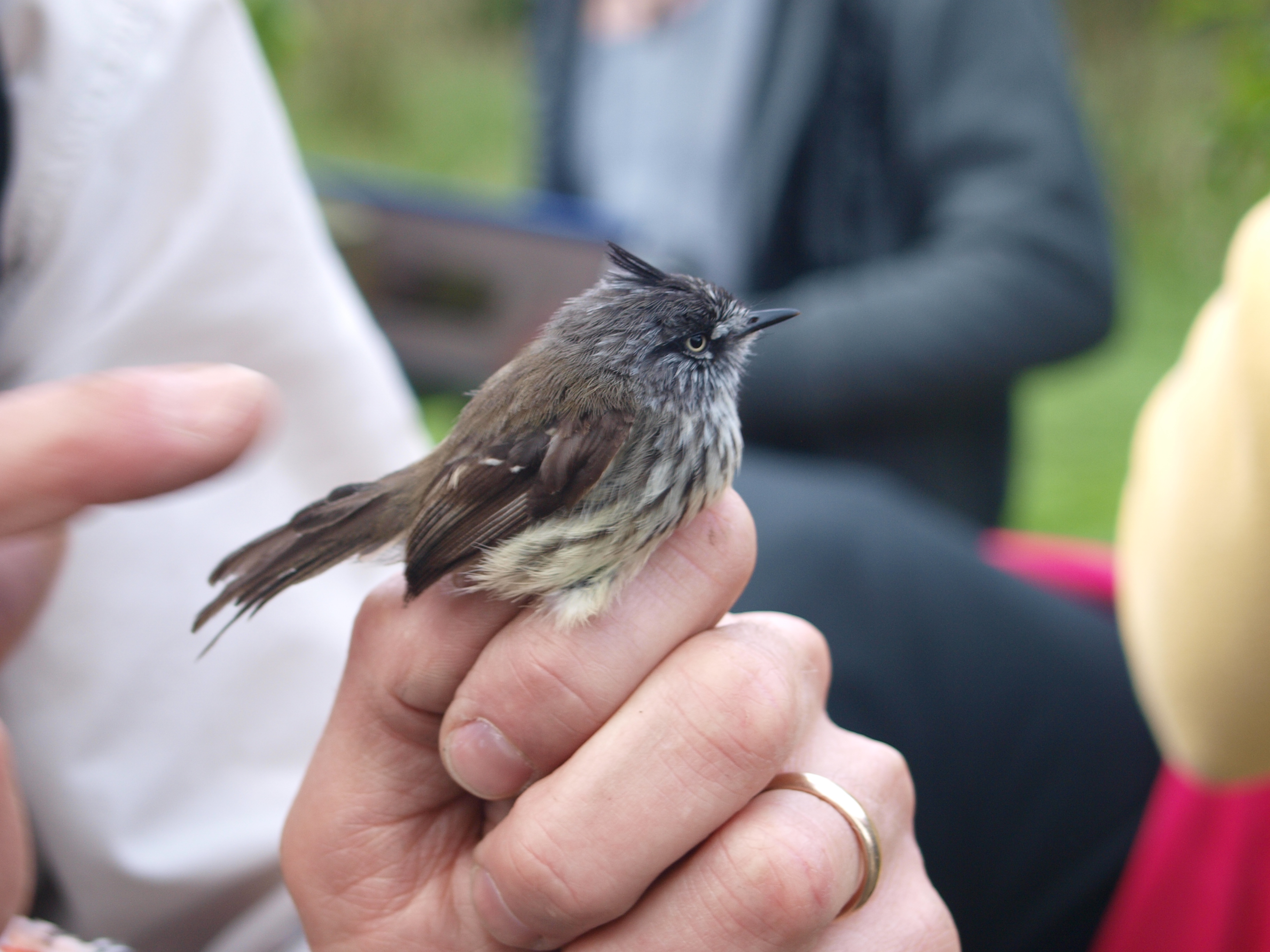
طاغوت قرقفي مُقنزع، أنيريتيس بارولوس إيكاتورياليس.

يُدافع الطاغوت القرقفي المُقنزع عن منطقته التي يتواجد بها لكي لا يفقد مصدر غذائه، على الرغم من أنه يُطبِّق هذا السلوك ضد الطواغيت القرقفية المُقنزعة الأخرى فقط. وتُدافع هذه الطيور عن مناطق تواجدها بطريقة منظمة، سواء وحدها أو في أزواج، وذلك عبر الانتقال من منطقة لأخرى في وقت قصير لتفقدها وحمايتها من أي مخاطر. أو تقوم بالوقوف في القمم أو فوق الشجيرات لمهاجمة الطواغيت القرقفية المُقنزعة الدخيلة بضربات مفاجئة. وعندما تتمكن من إبعاد الطواغيت القرقفية، تعود إلى عشها مرة أخرى. يُهاجر النُّويع الجنوبي، أنيريتيس بارولوس باتاغونيكوس، إلى شمال الأرجنتين بعد موسم التكاثر؛ في حين أن الطيور الأخرى تُعتبر غير مهاجرة.

### الغذاء

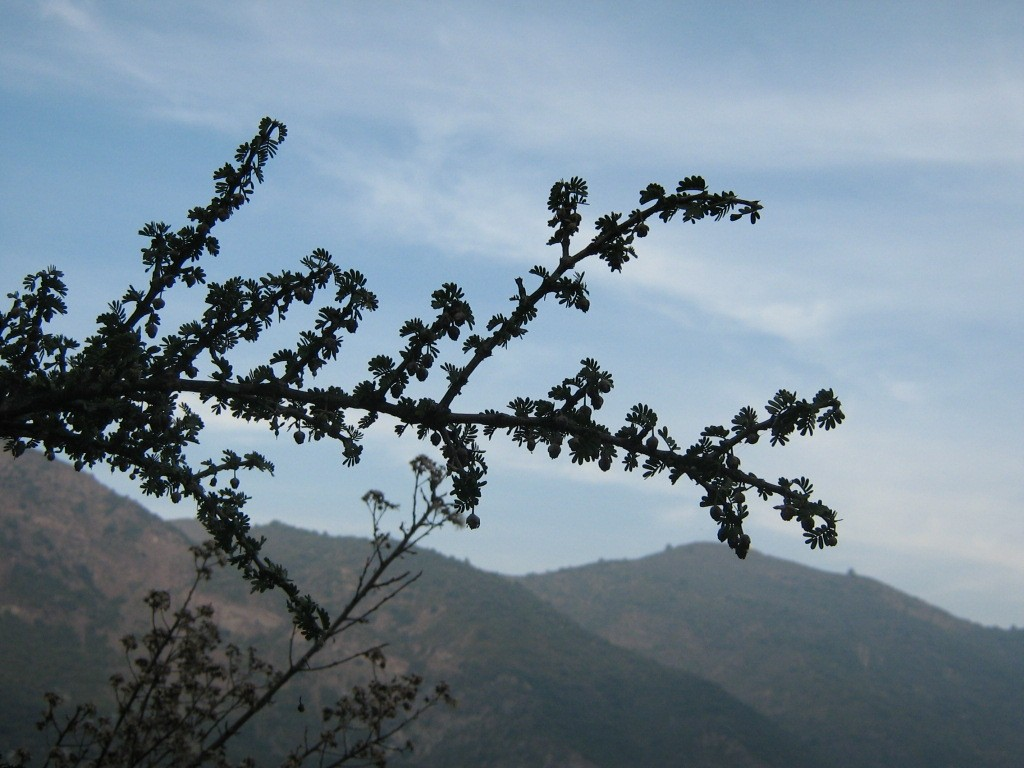
بورليريا تشيلنسيس، حيث يتوطن الطاغوت القرقفي المُقنزع.

الطاغوت القرقفي المُقنزع هو طائر آكل للحشرات. كما أنه يتناول البذور في حالات نادرة. ويقوم بمطاردة فريسته في أزواج، وبعد موسم التكاثر، في مجموعات صغيرة. وقد لوحظ أيضاً أنه يتغذى مع طيور أخرى، على الرغم من أن هذا السلوك يُعتبر غير طبيعي. حيث لوحظ أنه يتغدى مع الراياديتو شوكي الذيل؛ كما شوهدت أسراب من ثلاثين طاغوتاً قرقفياُ مُقنزعاً تتغذى في مجموعات بها تغذيات مختلفة. وتتغذى الطيور في أزواج لكنها تُحافظ على اتصال بصري مستمر مع بعضها البعض. هذا النوع يتغذى في جميع أشجار الطبقة السفلى إلى أشجار الظل.
عندما يريد أن يأكل، فإن الطاغوت القرقفي المُقنزع ينتقل بين شجرة وشجرة، ويفضل البحث عن طعامه في الشجيرات ذات الأوراق الصغيرة، ولا سيما من أجناس أديسميا، بكاريس، وبورليريا. ينزل بعدها الطاغوت القرقفي المُقنزع إلى الأرض، ويظل بالقرب من أسفل الشجيرة ليسهل طريقه نحو الأعلى، بينما يقوم في كثير من الأحيان بتحريك ذيله وجناحيه صعوداً ونزولاً. وقد لوحظ أيضاً أنه يدور حول الشجيرة خلال هذه العملية. بخصوص تغذيته، فإن الطاغوت القرقفي المُقنزع يشن ثلاث هجمات على فريسته في الدقيقة الواحدة. يشبه نمط تغذيته نمط طائر الصعو.
يستخدم الطاغوت القرقفي المُقنزع ثلاث إستراتيجيات مختلفة للقبض على فريسته، إذ يصطاد الحشرات من الشجيرة كإستراتيجية صيد أولية؛ وعندما يحاول اصطياد فريسته، يجعل هذا الطائر جناحيه مستقيمية تحت الذيل، ثم يبدأ بالدوران حول النباتات لمدة ثلاث إلى خمس ثوان قبل الهجوم، مما يجعل فرائسه تستغرب منه.
الإستراتيجية الثانية الأكثر انتشاراً هي الدوران حول الفريسة، فالطاغوت القرقفي المُقنزع يبدأ بالدوران على النبتة أو الشجيرة من الأسفل نحو الأعلى ثم يحوم في الجو لحين الانقضاض على الفريسة من فوق النبتة. الثالثة والأقل استخداماً هي إستراتيجية الطيران البعيد، وهي الطيران بعيداً عن الشجيرة وعندما تخرج الفريسة ينقض عليها الطاغوت القرقفي في الجو. يمكنه الإمساك بالفريسة إما على مقربة من الشجيرة أو على بعد مسافة قصيرة منها، التي غالبا ما تكون فيها الطيور لمتابعة فريستها. طبيعة أزواج فصيلة عصافير الملك تعاونية، لذلك فبالنسبة للتغذية، فإن إحدى طيور الطاغوت القرقفي المُقنزع تتربص بهدوء داخل الشجيرة في حين تقوم أخرى بخطف تلك الحشرات الفرائس؛ بعد حوالي عشر هجمات، تبدل الطيور مواقعها.

### التكاثر
عادة ما تضع هذه الطيور البيض مرتين في السنة. تضع الطيور الشمالية البيض من يناير إلى يونيو، في حين أن الطيور الجنوبية تضعه من أغسطس إلى يناير. ويكون الذكر أكثر عدوانية خلال موسم التكاثر، وغالباً ما يُطارد منافسيه المحتملين على الأنثى التي سيتزاوج معها.
تبني هذه الطيور العش فوق الشجيرات أو فوق شجر الخيزران، وفي كثير من الأحيان بجانب التيارات المائية، وغالباً، ما تكون مخفية بشكل جيد. ويكون عشها صغيراً على شكل كأس مفتوح. ويكون ذلك الكأس مصنوعا من ألياف الجذر، الأشنيات والأعشاب، وبعض النباتات الشائكة، والريش الصغير داخل الكأس. وأعشاش الطاغوت القرقفي المُقنزع تكون متشابهة إلى حد كبير، لكنها تختلف قليلاً فقط في التكوين. وتضع الأنثى بيضتين صفراوتين فاتحتين في العش. يتراوح حجم البيضة منها ما بين 15.1 مم (0.59 إنش) و11.8 مم (0.46 إنش).

## الحفظ
يُصَنَّف الطاغوت القرقفي المُقنزع على أنه نوع غير مهدد بالانقراض من قبل الاتحاد الدولي لحفظ الطبيعة؛ بسبب نطاق انتشاره الواسع الذي يمثل 2.640.000 كم² (1.020.000 ميل²) وهو طائر مستقر غير مهاجر، وتُشير تقديرات أنه يوجد أكثر من 10.000 طائر من هذا النوع. ومن النادر أن تكون هناك أنواع أخرى في المناطق التي ينتشر بها. يُعتبر هذا النوع ذا حساسية منخفضة تجاه أي اضطرابات بشرية في المكان الذي يعيش به.

## معرض صور

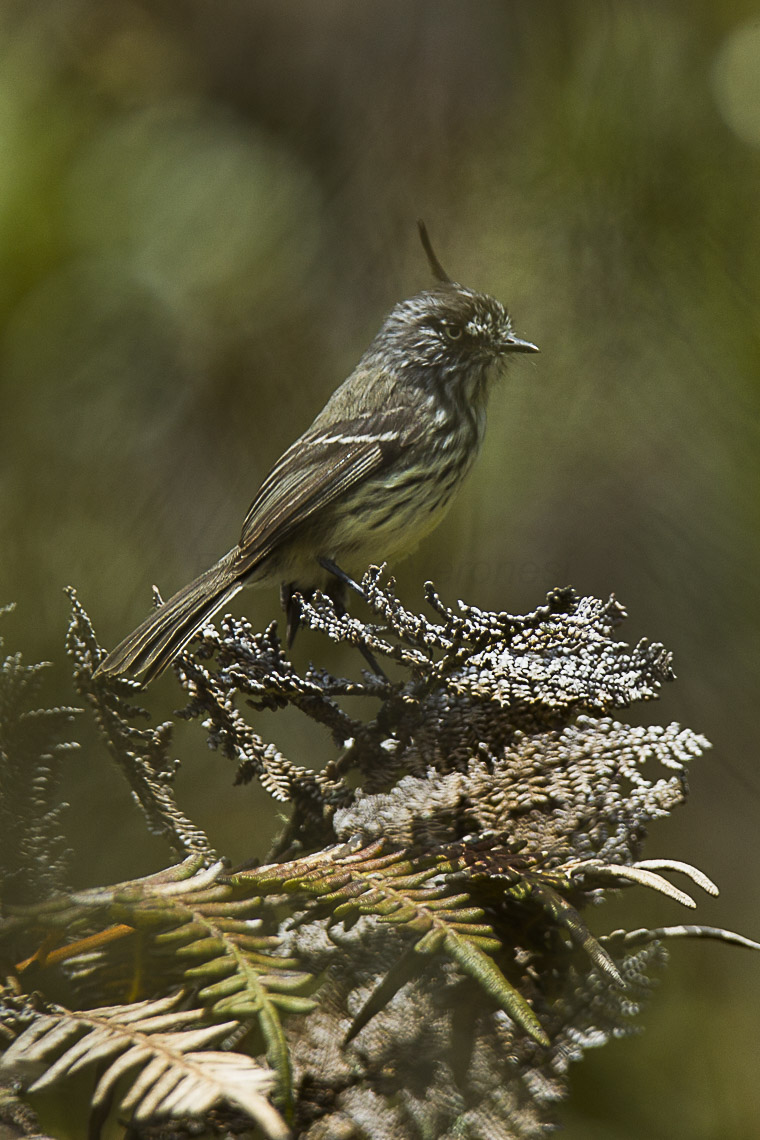
طاغوت قرقفي مُقنزع، جنوب الإكوادور.
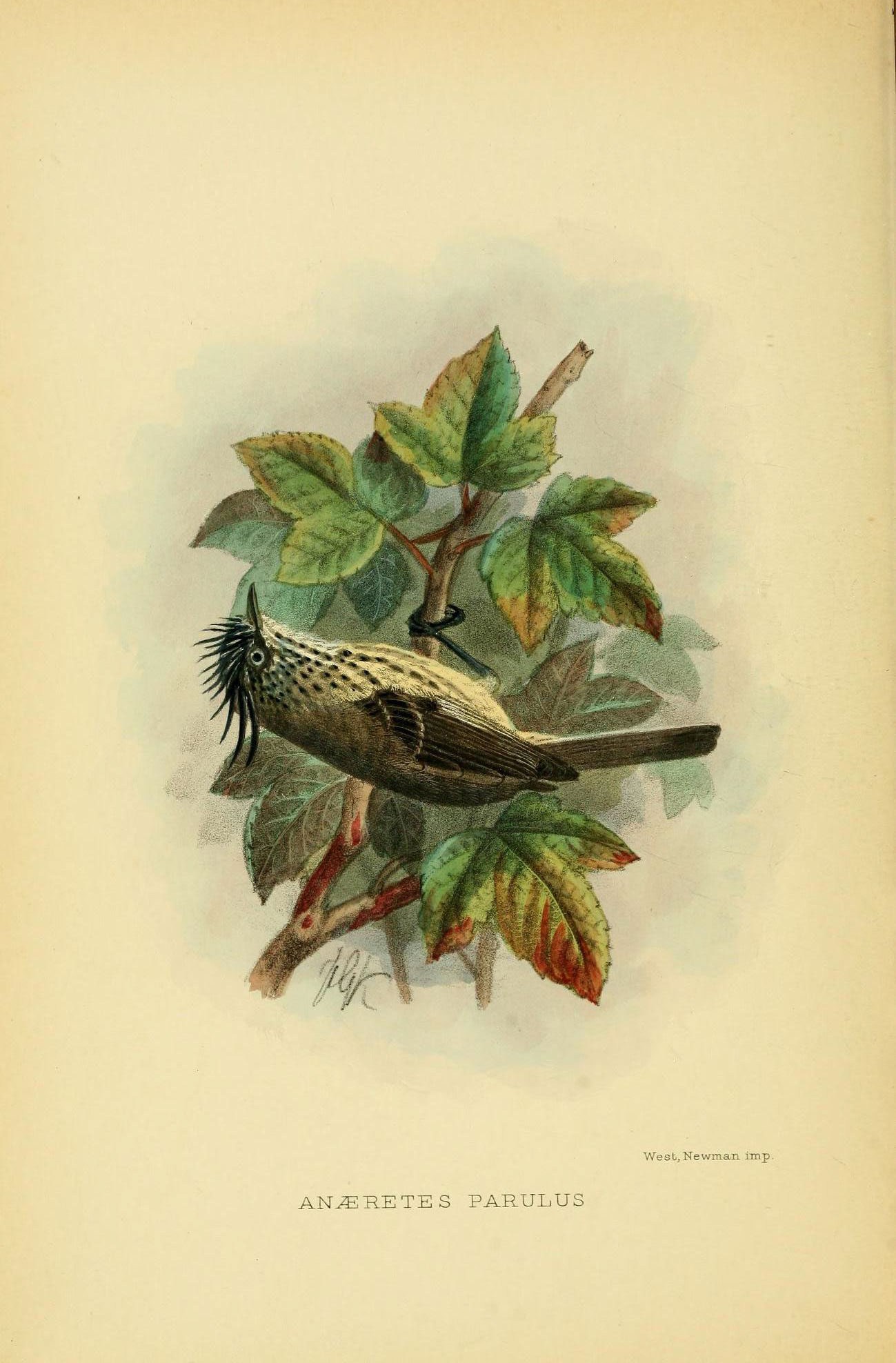
صورة مرسومة لطاغوت قرقفي مُقنزع في أرض النار عام 1907.
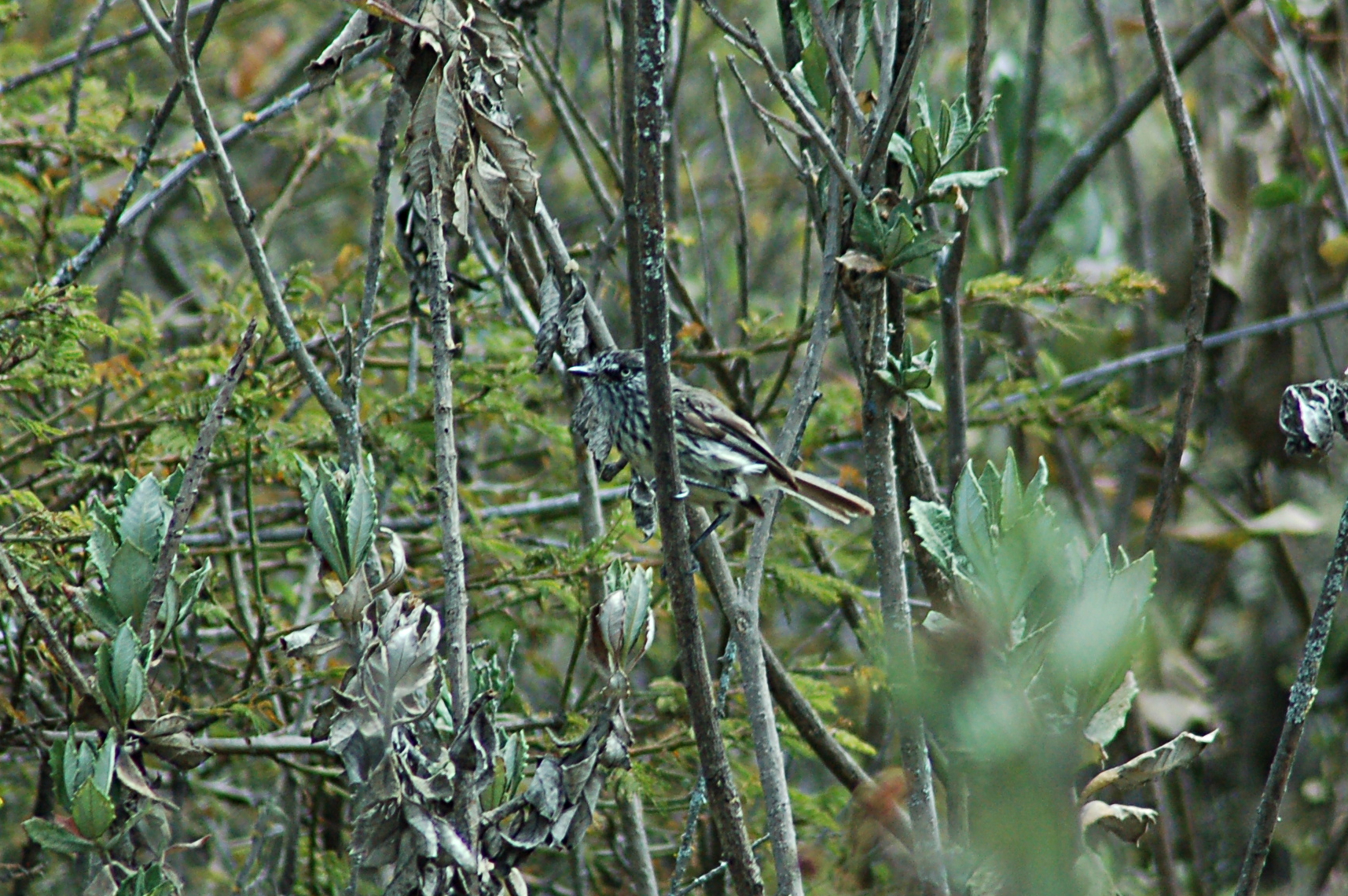
طاغوت قرقفي مُقنزع في منطقة كالاكالي، كانتون مترو كيتو، مقاطعة بيتشينتشا، الإكوادور.
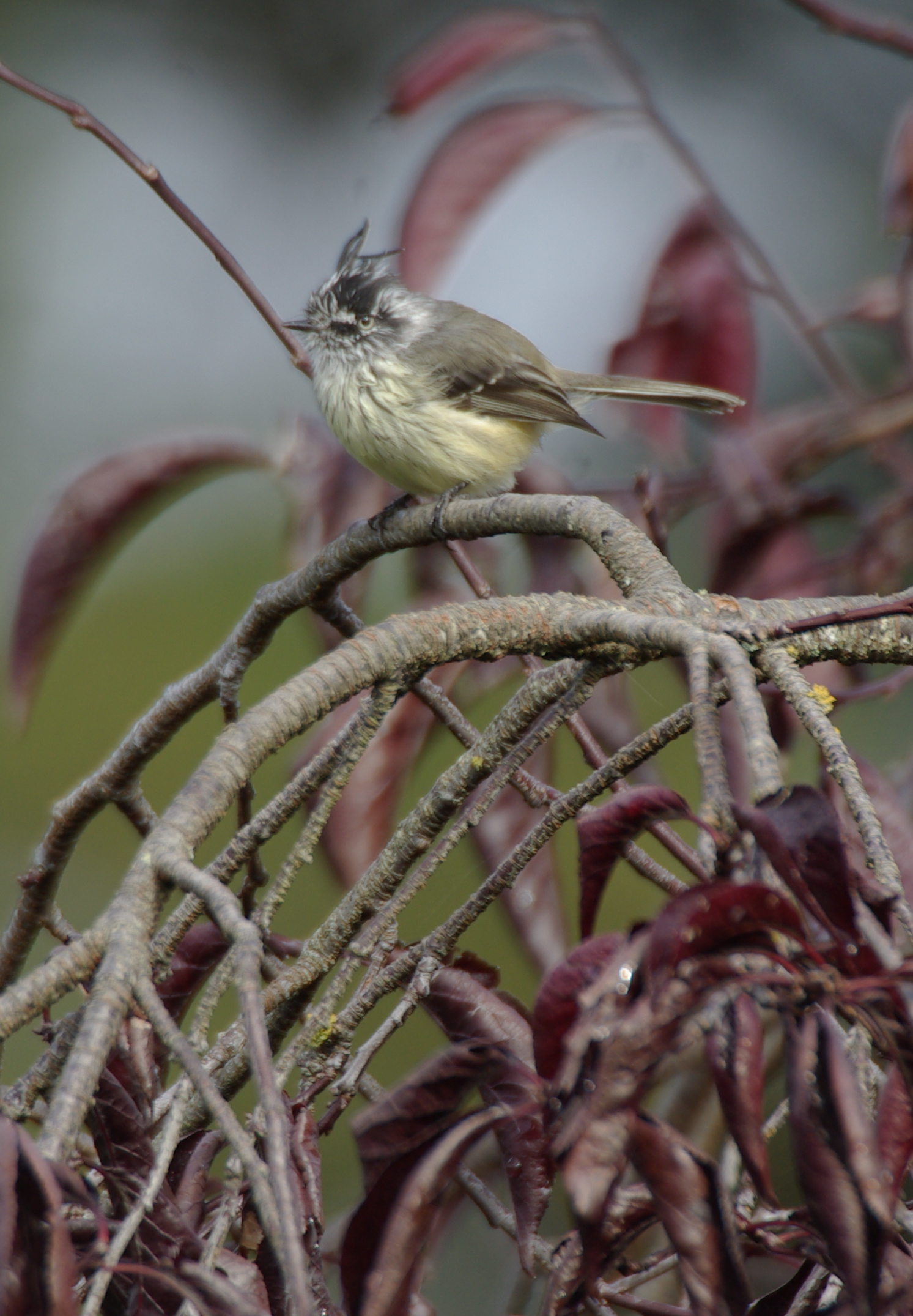
طاغوا قرقفي مُقنزع في بويرتو فاراس، تشيلي.
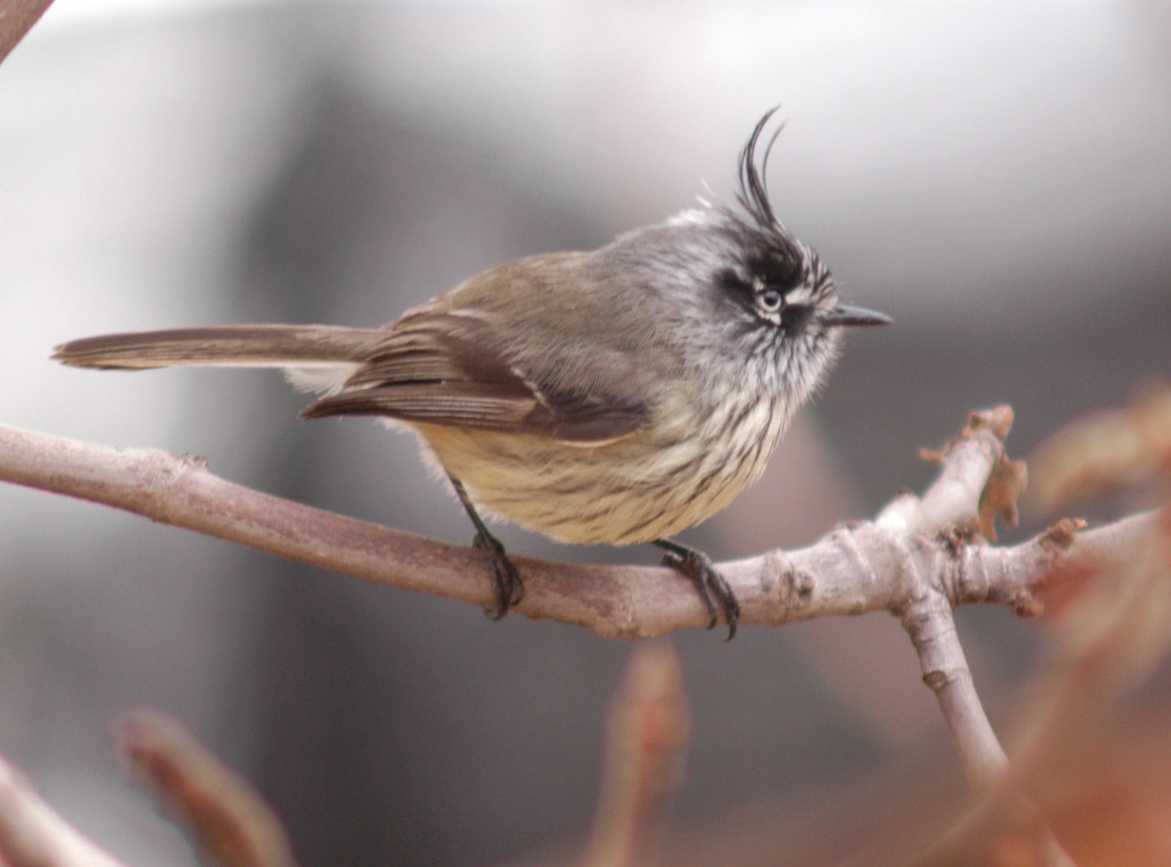
صورة مقربة للطائر في إقليم كوكيمبو، تشيلي.
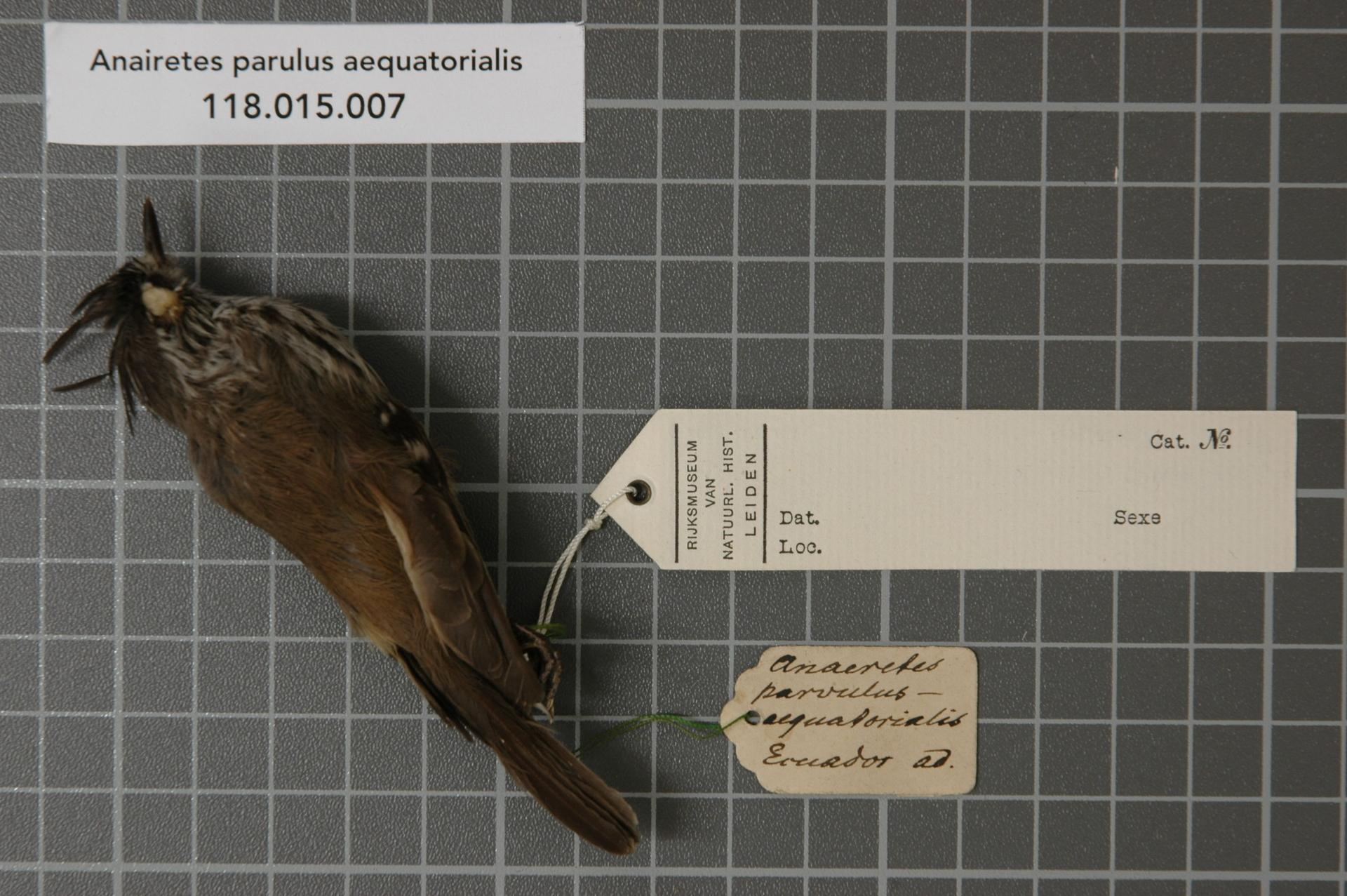
عينة من الطاغوت القرقفي المُقنزع من نوع أنيريتيس بارولوس إيكاتورياليس.